# マーリエ
マーリエ（イタリア語: Maglie）は、イタリア共和国プッリャ州レッチェ県にある、人口約14,000人の基礎自治体（コムーネ）。

## 地理

### 位置・広がり
レッチェ県中部、サレント半島内陸に位置する。県都レッチェからは南南東に約28km離れている。

#### 隣接コムーネ
隣接するコムーネは以下の通り。
- バニョーロ・デル・サレント
- コリリアーノ・ドートラント
- クルシ
- クトロフィアーノ
- メルピニャーノ
- ムーロ・レッチェーゼ
- パルマリッジ
- スコッラーノ

## 人物

### 著名な出身者
- アルド・モーロ - 政治家、イタリア共和国首相。